# Виноделие в Люксембурге

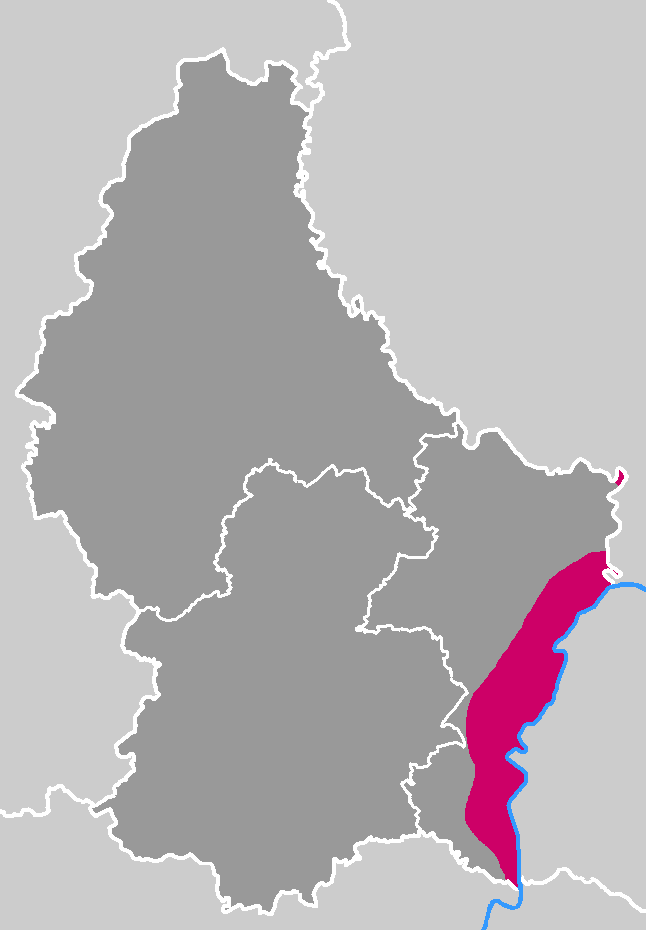
Местоположение области виноделия в пределах Люксембурга, вдоль реки Мозель

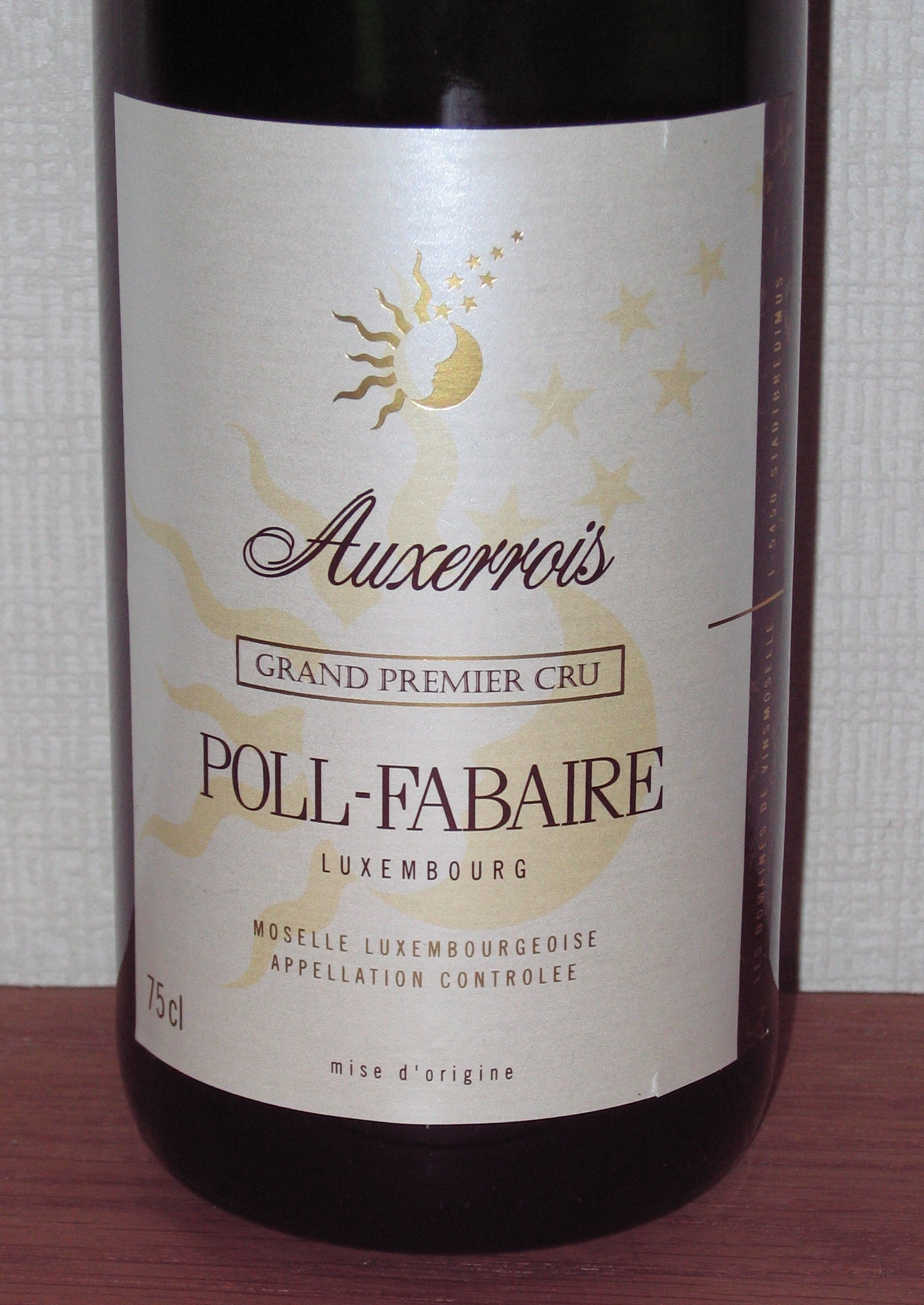
Бутылка вина Auxerrois из Люксембурга

Виноделие является отраслью сельского хозяйства Люксембурга.
Существуют данные о непрерывной истории виноделия вдоль Мозеля и на территории Люксембурга, относящихся ещё к временам Древнего Рима.

## Общие сведения
Вино производится в основном в юго-восточной части страны, на виноградниках, расположенных на берегах реки Мозель. Вдоль этой реки, 42 км которой представляют собой часть границы между Люксембургом и Германией, делают Мозельское вино в трёх странах.
С точки зрения объёма винное производство в Люксембурге сосредоточено во многих винодельческих кооперативах. Кооперативы в Грайвелданге, Гревенмахере, Ремершене, Штадтбредимюсе и Велленштейне из-за 800 гектаров виноградников (почти две трети площадей виноградников Люксембурга) и продают свои вина под общим названием «Vinsmoselle». Кроме того, они управляют заводом игристого вина в Вормельданже, который производит вина под маркой Poll-Fabaire.
Производство вина в 2006—07 составляло 123 652 гектолитра от 1 237 гектаров (3 060 акров) виноградников. Из всего экспорта вина 87 776 гектолитров в 2005—06 году, 71 726 гектолитров или 82 % экспортировались в соседнюю Бельгию. Экспорт в Германию был вторым по величине в 8 168 гектолитрах, или 9 %, и в большой степени представлен вином для производства игристого вина, без указания того, что вино люксембургское.